# Herselt
Herselt este o comună din regiunea Flandra din Belgia. Comuna este formată din localitățile Herselt și Ramsel. Suprafața totală a comunei este de 52,32 km². La 1 ianuarie 2008 comuna avea 14.107 locuitori. 
1. ↑  Totale oppervlakte volgens het Kadasterregister, België, gewesten en provincies (în neerlandeză), Algemene Directie Statistiek[*]